# Freies Theater München
Das Freie Theater München (FTM) ist eine seit 1970 existierende freie Münchner Theatertruppe. Sie wurde von George Froscher (1927–2015) und Kurt Bildstein (geb. 1943) gegründet, seit dem Tod Forschers 2015 ist Bildstein alleiniger Leiter des FTM. Das FTM arbeitet bereits seit 1970 mit experimentellen Theatermitteln und versucht unverbaute Erfahrungen und psychische Befindlichkeiten in körperliche Darstellung umzusetzen. Mit dem Ziel, sich von traditionellen Autoritäten des Sprechtheaters zu distanzieren, gab sich die Gruppe den Namen des „Freien Theaters“.

## Geschichte und Spielstätten
Nach der Ausbildung an einer privaten Schauspielschule in Berlin und einer Tanzausbildung an der Folkwangschule Essen arbeitet George Froscher als Tänzer, unter anderem bei Kurt Joos und Jean-Louis Barrault. Nach einem längeren Aufenthalt in den Vereinigten Staaten (1959–1962), wo er unter anderem mit dem Living Theatre in Kontakt trat, betätigt er sich ab seiner Rückkehr nach Deutschland als Regisseur und Choreograph. 1970 gründet er in München, nach einjähriger Vorarbeit mit einer Gruppe Interessierter, die per Aushang an den Universitäten gesucht werden, mit Kurt Bildstein eine Theatergruppe. Die erste Produktion ist eine Collage nach Jakob Michael Reinhold Lenz’ „Soldaten“ im April 1970, die im Nebenzimmer des Gasthauses im Fäustlegarten in Schwabing zur Aufführung kommt. Die Truppe führte zunächst Bearbeitungen zeitgenössischer Texte (von Horowitz, Handke, Beckett, Brecht) in verschiedenen Münchner Spielstätten auf. Ab 1971 werden zur Erlernung der Techniken von Froscher und Bildstein vom Freien Theater München auch Theater- und Körper-Workshops angeboten, die sich sowohl an Schauspieler als auch an Laien richten und die zu einem zentralen Punkt der Theaterarbeit des FTM werden.
Nach positiven Kritiken und wechselnden Spielstätten (unter anderem das Theater am Sozialamt und eine temporäre eigene Spielstätte) erfolgt 1973 der Einzug in das Hinterhoftheater in Haidhausen. Diese alte Keksfabrik in der Wörthstraße mit Platz für etwa 50 Zuschauer ist bis 1980 das Zuhause des FTM. Die zentralen Figuren des FTM heißen zu dieser Zeit George Froscher, Kurt Bildstein, Benno Ifland und Colin Gilder. Das Repertoire wird um Inszenierungen von Dramoletten des Komikers Karl Valentin und zeitkritische Revuen erweitert. Seit 1976 versucht sich die Gruppe, unter anderem aus Raumnot, auch an Straßentheater und Stelzentheater. Inspiriert vom Jahrmarkt- und Wandertheater begeben sich die Performer auf die Straße und brechen so die Trennung zwischen Publikum und Performern auf und gewinnen neue Zuschauer. Durch einen strukturellen Umbau im Münchner Kulturreferat erhält das FTM, wie auch andere Gruppen der Münchner Freien Szene (unter anderem das Kollektiv Rote Rübe), ab Mitte der Siebziger Jahre geringere Subventionen und sieht seine Existenzgrundlage so bedroht. Das fehlende Geld wird unter anderem durch die angebotenen Workshops generiert. Von 1979 bis 1984 bespielen Froscher und Bildstein eine von ihnen renovierte Fabrikhalle in der Dachauer Straße 112. Hier befindet sich das heutige Pathos Theater. Ab 1985 erfolgt die Theaterarbeit ohne eigene Spielstätte, wobei das FTM weiterhin Texte von Heiner Müller, Karl Valentin, Eugène Ionesco oder Bertolt Brecht zur Vorstellung bringt, aber auch eigene Arbeiten und Stückentwicklungen stehen auf dem Spielplan.
Die Produktionen des FTM werden zu zahlreichen Theaterfestivals eingeladen, unter anderem dem Edinburg Festival Fringe, dem Festival Mondial de Théâtre in Nancy, den Berliner Festwochen und dem Festival Steirischer Herbst. In Zusammenarbeit mit dem Goethe-Institut werden bis Anfang der 1990er Jahre auch zahlreiche Theater-Workshops im außereuropäischen Ausland realisiert. 2002 wird George Froscher für die Theaterarbeit des FTM mit dem Theaterpreis der Landeshauptstadt München ausgezeichnet.
Das Freie Theater München wird aktuell im Rahmen der Einzelprojektförderung für Freie Theaterschaffende von der Landeshauptstadt München kontinuierlich gefördert. So in etwa zum 40. Geburtstag des FTM 2011, als „Wie den Vater nicht töten“ im I-Camp gezeigt wurde, oder zuletzt 2019 für das Projekt „Pop Amok“ nach einem Stück von Markus Riexinger, dem ehemaligen Titanic-Autoren, (vorheriger Arbeitstitel: „Die Hallodus“).

## Stil und Methoden
Bereits seit der Gründung des FTM entwickelt sich kontinuierlich eine charakteristische Art des Arbeitens. Ausgehend unter anderem vom Tanztheater-Hintergrund des Gründers George Froscher, ist der Stil ein ausdrücklich körperlicher. Bewegungs- und Stimmtraining spielen eine zentrale Rolle in der Entwicklung der Inszenierungen, denn so sollen eingefahrene Denkprozesse gelöst werden. Grundlage der Arbeit ist oft die Improvisation, nicht der Theatertext, um die eigene Erfahrung, nicht Imitation oder Rollenklischees auf die Bühne zu bringen. Aus diesen Improvisationen, die mit Tonbändern aufgezeichnet und dann verarbeitet werden, entsteht auch der Spielstil. Expressives Sprechen, das Verzerren und Verformen von Figuren, sowie die Nähe zum Publikum, also das Überwinden der Trennung zwischen Zuschauern und Schauspielern, sind Elemente, die sich immer wieder finden lassen. In der Probenarbeit selbst finden sich flache Hierarchien. Weder Regisseure noch Autoren nehmen eine privilegierte Position ein, die Stimme aller Beteiligten wird gehört. Helmut Schödel beschreibt den Probenprozess 1977 für die ZEIT folgendermaßen: 
„Eine Probe im FTM beginnt mit gymnastischen Übungen (Teil eins der Probe), aus denen sich aber gleich schreckliche und lustige Bilder entwickeln [...]. Ist das nur ein bayerischer Grotowski – dies Zischen, Brummen, Schreien, Lachen, dieses Comic-Inferno entgleisender Bewegungen, diese Urlaute? [...] Die zehn Schauspieler der FTM-Gruppe versuchen, sich in extreme emotionale Zustände zu begeben: gliederschüttelnden Ärger, hüpfende Freude, geifernde Geilheit. [...] Je zwei von zehn beschäftigen sich miteinander, provozieren, stimulieren sich gegenseitig. Sie wollen lernen, sich nicht mehr zu fürchten vor Tabus, vor Obszönität, vor einander.“
Diese Arbeitsform, die „Spielpraxis mit Theaterpädagogik“ verbindet, dominierte auch in den ab 1971 angebotenen Workshops, an denen sowohl Laien, als auch professionelle Schauspieler bis zu einer gewissen Altersgrenze teilnahmen, um die Methoden des FTM zu erlernen. Kurt Bildstein und George Froscher leiteten diese Workshops zwar an, das Atem- und Körpertraining und die Improvisationen unterstehen jedoch keiner dominierenden Größe, stehen nicht im Dienste eines Textes. Angeboten werden unter anderem Kurse in Akrobatik, Kommunikations- und Sensitivity-Training. Mit diesen Workshops und eigenen Inszenierungen reist das FTM unter anderem nach Polen, Ungarn, Schottland, Venezuela, Österreich, Italien, Belgien, Panama, Kenia, Brasilien, Peru, Israel, Neuseeland und den Vereinigten Staaten.
Bevor das FTM sich 1977 auf den Versuch „Straßentheater“ einließ, produzierten sie mit ihren erprobten und ganz eigenen Mitteln hauptsächlich Assoziationsstücke zu klassischen Texten (Zum Beispiel „Unser Valentin“, eine Beschäftigung mit Karl Valentin, eine Produktion von 1976). Inspiriert durch das Jahrmarkttheater und die Commedia dell’arte wird nun eine direkte Kommunikation mit dem Publikum aufgebaut. Zum Teil entstehen ganze Straßenfeste um Vorstellungen des FTM herum, die Zuschauer tanzen und spielen mit. Auch die Inszenierungen, die in klassischeren Spielstätten gezeigt werden, werden zunehmend vom Jahrmarkttheater beeinflusst. Das Publikum ist zur Partizipation eingeladen, wird befragt, es werden Zaubertricks gezeigt.
Auch aktuell entwickelt das FTM mit Gast-Autoren eigene Stücke, in denen Körperlichkeit, Tanz und Musik weiterhin eine große Rolle spielen. Obwohl sich die Formen weiterentwickelt haben, bleibt das FTM seinen Methoden treu.

## Rezeption
Helmut Schödel in dem Artikel vom 1977 schreibt dem FTM intensive Expressionsformen zu, wobei konventioneller Spielraum überwunden wird. Die FTM-Spezifika seien das Verzerren, Erhöhen und Verformen von Figuren, der artistische Umgang mit dem Körper und mit Gegenständen sowie eine Neigung zum Aktionstheater: „ein stark expressives Sprechen; das Einbeziehen des Zuschauers, der nie in Ruhe gelassen wird, in die Aufführung: "ein offenes, ein aggressives Theater“. Dagmar Müller verweist in ihrem Bericht zu Denkmaschine Joggen und Hirnjoggen (2007) auf die inhaltliche Ebene der Aufführung. Das Theaterstück lasse die Zuschauer die heutige Gesellschaft hinterfragen: „George Froschers Ensemble beweist wieder einmal, dass abseits jeglicher Theatermoden auf der Bühne verhandelte Inhalte ein Publikum erreichen können“. Die emotionale Perzeption des Publikums als ein Schocktheater wird nach dem Bericht von Malve Gradinger definiert: „In seiner Privatheit hat er das Theater von Artaud und Kresnik noch eine Stufe weiter geschraubt – in ein unmittelbares Schocktheater. Einigen Zuschauern wurde es schlecht“. Nach Dagmar Müller greift die Aufführung Denkmaschine Joggen und Hirnjoggen (2007) aktuelle Themen der Gesellschaft wie Konsum, Individualitätswahn und Religion und bezieht sich auf die Frage nach der Freiheit: „Jede Freiheit ist nur eine in einem engen Rahmen von Regeln vorgegaukelte“. Die Frage nach der Freiheit sowie die Beziehung zwischen Nazi-Propaganda und moderner Werbung wird ebenfalls im Bericht von B. Welter zur Aufführung Denkmaschine Joggen und Hirnjoggen (2007) erwähnt. Nach Gabrielle Lorenz sei das Theater ein Ort des Denkens, nicht des modischen Gelappers. Im Bericht zu „Wie den Vater nicht töten“ 2010 spricht Silvia Stammen den performativen Aspekt der physischen Inszenierung an: „Die Sprache aus dem Körper holen, das Denken wieder auf den physischen Vorgang zurückführen, das war und ist Programm des FTM“. Mathias Hejny bezieht sich ebenfalls auf die körperliche Inszenierung im Raum und betont die Leistung der Hauptdarsteller. Im Bericht zu 40 Jahre FTM unterstreicht Malve Gradinger den Bezug auf griechische Klassiker, die ältere und neuere europäische und amerikanische Weltliteratur sowie autobiografische Beiträge zu existenziellen und gesellschaftspolitischen Fragen.

## Produktionen und Gastspiele
Quelle: 
| Datum                                     | Titel | Produktion                                                                                      | Autor | Ort |
| ----------------------------------------- | --- | ----------------------------------------------------------------------------------------------- | --- | --- |
| April 1970                                | Soldaten | George Froscher                                                                                 | Nach J.M.R. Lenz | Fäustlergarten, München                                                                                      |
| Juli 1970                                 | Der Indianer will zur Bronx | George Froscher                                                                                 | Israel Horowitz | Tams (Theater am Sozialamt), München                                                                         |
| November 1970                             | M wie Word | George Froscher                                                                                 | Collage nach Aischylos/Euripides/Sophokles                                                                              | Münzstraße 7, München                                                                                        |
| Februar 1971                              | Selbstbezeichnung/Weissagung | George Froscher                                                                                 | Peter Handke | Münzstraße 7, München                                                                                        |
| März 1972                                 | Kleinbürgerhochzeit | George Froscher / Kurt Bildstein                                                                | Bertolt Brecht | Münzstraße 7, München                                                                                        |
| Juni 1972                                 | Erinnerungen eines Irren | George Froscher / Kurt Bildstein                                                                | nach Nicolai Gogol | Münzstraße 7, München                                                                                        |
| Oktober 1972                              | Die kahle Sängerin | George Froscher / Kurt Bildstein                                                                | Eugène Ionesco | Münzstraße 7, München; Premiere in der „Fabrik“ Hamburg                                                      |
| April 1973                                | After Brecht | George Froscher / Kurt Bildstein                                                                | nach Was Kostet Das Eisen und Dansen 1,2,3 und Songs von Bertolt Brecht                                                 | Münzstraße 7, München                                                                                        |
| Oktober 1973                              | Teilnahme am Internationalen Theaterfestival Breslau mit After Brecht | Teilnahme am Internationalen Theaterfestival Breslau mit After Brecht                           | Teilnahme am Internationalen Theaterfestival Breslau mit After Brecht                                                   | Teilnahme am Internationalen Theaterfestival Breslau mit After Brecht                                        |
| November 1973                             | Die Affaire in der Rue de Lourçine | George Froscher                                                                                 | Eugène Labiche | Wörthstraße 9, München                                                                                       |
| Juni 1974                                 | Teutonic Shock – German Evergreens | George Froscher                                                                                 | George Froscher | Wörthstraße 9, München                                                                                       |
| 1974                                      | Teilnahme am Internationalen Theaterfestival Edinburgh mit After Brecht SCOTSMAN – Theaterpreis                                                                          | Teilnahme am Internationalen Theaterfestival Edinburgh mit After Brecht SCOTSMAN – Theaterpreis | Teilnahme am Internationalen Theaterfestival Edinburgh mit After Brecht SCOTSMAN – Theaterpreis                         | Teilnahme am Internationalen Theaterfestival Edinburgh mit After Brecht SCOTSMAN – Theaterpreis              |
| Oktober 1974                              | Das Mündel will Vormund sein | George Froscher                                                                                 | Peter Handke | Wörthstraße 9, München                                                                                       |
| November 1974                             | Teutonic Schock (mit erweitertem 2. Teil) |                                                                                                 | | Wörthstraße 9, München                                                                                       |
| Februar 1975                              | Die Kleinbürgerhochzeit Prod.: G.F. (neue Inszenierung) | George Froscher                                                                                 | Bertolt Brecht | Wörthstraße 9, München                                                                                       |

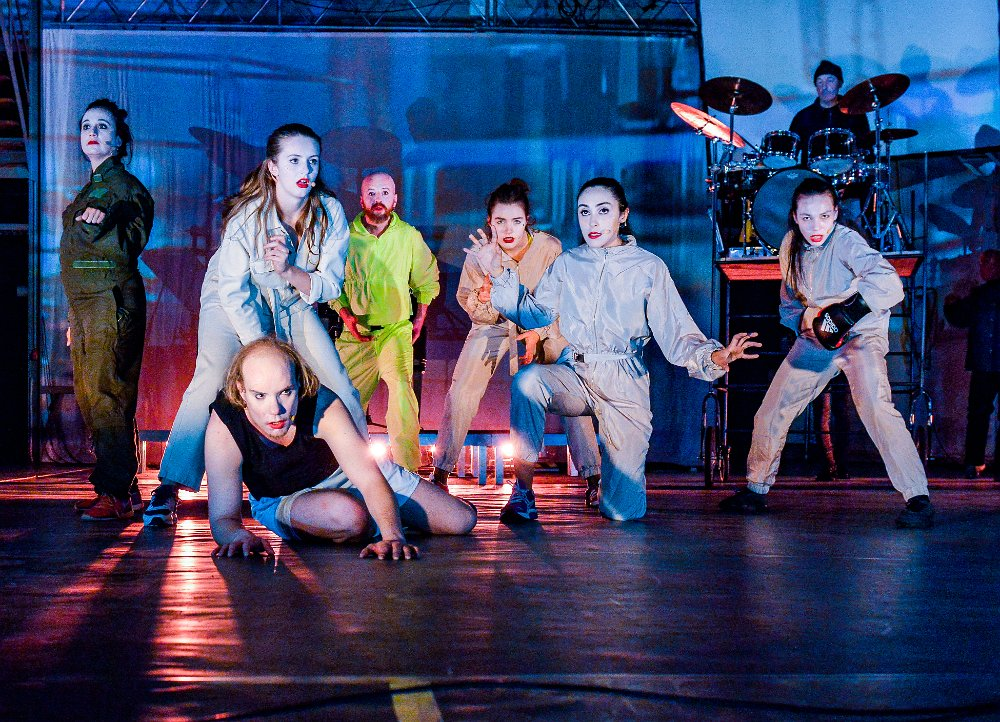
Pop Amok - Autor: Markus Riexinger - Inszenierung, Bühne: Kurt Bildstein, Assistenz, Co-Regie u. Organisation: Peter Pruchniewitz

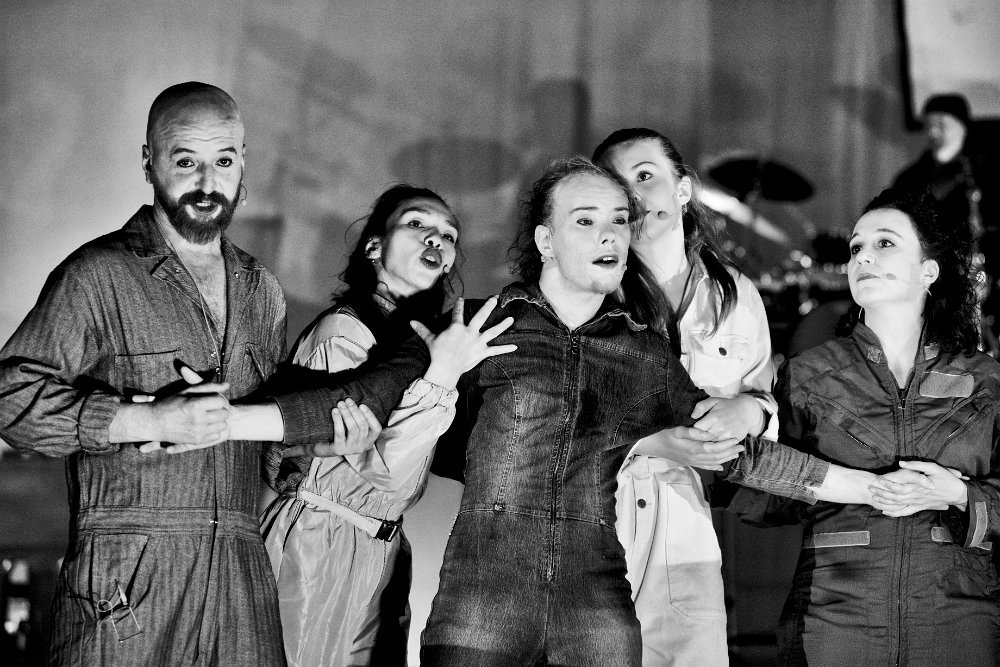
Pop Amok - Autor: Markus Riexinger - Inszenierung, Bühne: Kurt Bildstein, Assistenz, Co-Regie u. Organisation: Peter Pruchniewitz

| August 1975                               | Workout – Ergebnis: East African Actors Workshop Leitung: George Froscher / Kurt Bildstein mit dem Goethe-Institut                                                       |                                                                                                 | Nairobi, Kenia (Teilnehmer: Kenia, Uganda, Tansania)                                                                    | Wörthstraße 9, München                                                                                       |
| November 1975                             | Endspiel | George Froscher / Kurt Bildstein                                                                | Samuel Beckett | Wörthstraße 9, München                                                                                       |
| 1976                                      | Unser Valentin | George Froscher / Kurt Bildstein                                                                | Karl Valentin (erste Valentin-Produktion)                                                                               | Wörthstraße 9, München                                                                                       |
| 1976                                      | Teilnahme am Internationalen Theaterfestival Caracas mit After Brecht | Teilnahme am Internationalen Theaterfestival Caracas mit After Brecht                           | Teilnahme am Internationalen Theaterfestival Caracas mit After Brecht                                                   | Teilnahme am Internationalen Theaterfestival Caracas mit After Brecht                                        |
| 1976                                      | weitere Gastspiele in Venezuela, Panama, Costa Rica, Kolumbien | weitere Gastspiele in Venezuela, Panama, Costa Rica, Kolumbien                                  | weitere Gastspiele in Venezuela, Panama, Costa Rica, Kolumbien                                                          | weitere Gastspiele in Venezuela, Panama, Costa Rica, Kolumbien                                               |
| Juni 1976                                 | 1. Straßentheaterversuch |                                                                                                 | | Wörthstraße 9, München                                                                                       |
| Dezember 1976                             | 1. Demonstration der Arbeitsweise des FTM in München |                                                                                                 | | Wörthstraße 9, München                                                                                       |
| Februar 1977                              | Firmling + Co | George Froscher / Kurt Bildstein                                                                | Karl Valentin (zweite Valentin-Produktion)                                                                              | Wörthstraße 9, München                                                                                       |
| 1977                                      | Teilnahme am Théâtre des Nations, Paris mit Firmling + Co | Teilnahme am Théâtre des Nations, Paris mit Firmling + Co                                       | Teilnahme am Théâtre des Nations, Paris mit Firmling + Co                                                               | Teilnahme am Théâtre des Nations, Paris mit Firmling + Co                                                    |
| Juni 1977                                 | Straßenspektakel | George Froscher / Kurt Bildstein                                                                | (Schwarze/Weiße Prozession, Tetzels, Ablaß, Weiße Clowns, Der Oberförster, Tierdressur)                                 | Wörthstraße 9, München                                                                                       |
| September 1977                            | Teilnehmer mit beiden Valentin-Produktionen 2. Demonstration der Arbeitsweise des FTM                                                                                    | Teilnehmer mit beiden Valentin-Produktionen 2. Demonstration der Arbeitsweise des FTM           | Teilnehmer mit beiden Valentin-Produktionen 2. Demonstration der Arbeitsweise des FTM                                   | Berlin |
| Oktober 1977                              | Teilnahme am Steirischen Herbst, Graz mit Firmling + Co Fernsehaufzeichnung ORF                                                                                          | Teilnahme am Steirischen Herbst, Graz mit Firmling + Co Fernsehaufzeichnung ORF                 | Teilnahme am Steirischen Herbst, Graz mit Firmling + Co Fernsehaufzeichnung ORF                                         | Teilnahme am Steirischen Herbst, Graz mit Firmling + Co Fernsehaufzeichnung ORF                              |
| April/Mai 1978                            | Elvis Rockgarden | George Froscher / Kurt Bildstein                                                                | George Froscher Environment Theater                                                                                     | Bespielung mehrerer Kunsträume im Freien und im Zelt beim Theaterfestival München                            |
| April 1979                                | Plätze die uns begegnen 1. Warten auf Godot 2. Alles freut sie sie hören nie auf zu lächeln                                                                              | George Froscher / Kurt Bildstein                                                                | Projekt des FTM nach Texten u. a. S. Burroughs, J. Kerouac, J.D. Salinger, Samuel Beckett von George Froscher           | Wörthstraße 9, München                                                                                       |
| Mai 1980                                  | Zeit für’s Paradies Bergprozession | George Froscher / Kurt Bildstein                                                                | George Froscher Theaterfestival München Theateraktion des FTM im Freien                                                 | |
| August 1980                               | Dorffest | George Froscher / Kurt Bildstein                                                                | Environment Theater - Bespielung von verschiedenen Landschaften, Plätzen u. Gebäuden im bayerischen Dorf Gebrontshausen | |
| 1981                                      | Die Hamletmaschine | George Froscher / Kurt Bildstein                                                                | Heiner Müller | Dachauerstraße 112, München                                                                                  |
| 1981                                      | Versuch einer Ausstellung Begehbare Installation über 12 Jahre FTM-Theaterarbeit                                                                                         | Versuch einer Ausstellung Begehbare Installation über 12 Jahre FTM-Theaterarbeit                | Versuch einer Ausstellung Begehbare Installation über 12 Jahre FTM-Theaterarbeit                                        | Dachauerstraße 112, München                                                                                  |
| 1982/83                                   | Theaterarbeit in Brasilien und Peru: Arbeit mit Brasilianern und Peruanern in ihrer Landessprache: Diamantina: Straßentheater Belo-Horizonte: Der gute Mensch von Sezuan |                                                                                                 | Bertolt Brecht | |
| 1982/83                                   | Lima, São Paulo, Brasília, Belo Horizonte: Workshops und Aufführungen in Zusammenarbeit mit dem Goethe-Institut                                                          |                                                                                                 | mit Texten von u. a. Heiner Müller, Peter Weiss, Antonin Artaud                                                         | |
| März 1984                                 | Hamletmaschine (englisch) | George Froscher / Kurt Bildstein                                                                | Heiner Müller | University of South Florida, Tampa, USA                                                                      |
| Theaterarbeit ohne eigenen Aufführungsort | |                                                                                                 | | |
| März 1985                                 | Valentin 85 | George Froscher / Kurt Bildstein                                                                | nach Karl Valentin | |
| April 1986                                | Die kahle Sängerin | George Froscher / Kurt Bildstein                                                                | Eugène Ionesco | |
| 19. Februar 1987                          | Description of a picture (englisch) | George Froscher / Kurt Bildstein                                                                | Bildbeschreibung und andere Texte von Heiner Müller                                                                     | University of South Florida, Tampa, USA                                                                      |
| August 1987                               | Molière meets Louis in Louisiana | George Froscher / Kurt Bildstein                                                                | FTM-Projekt nach Texten Molière (Hallen und Freilichtaufführungen)                                                      | |
| Juli 1988                                 | Macbeth | George Froscher / Kurt Bildstein                                                                | nach William Shakespeare                                                                                                | München |
| Juli 1989                                 | Macbeth |                                                                                                 | | beim Internationalen Theaterfestival, Grenoble, Frankreich, bei Macht der Nacht (Theaterfestival in München) |
| Oktober 1989                              | Hamletmaschine (hebräisch) | George Froscher / Kurt Bildstein                                                                | Heiner Müller | Great Hall der University of Canterbury Christchurch / Neuseeland                                            |
| April/Mai 1992                            | Antigone Theaterprojekt des FTM mit dem Tanztheater Stadt. Bühnen, Münster                                                                                               | George Froscher / Kurt Bildstein                                                                | nach Sophokles / Euripides                                                                                              | |
| 2./5. Juni 1992                           | Macbeth |                                                                                                 | | Opernhäuser Istanbul und Ankara                                                                              |
| September 1994                            | Macbeth Inszenierung mit Schauspielern des Stadttheaters Castrop-Rauxel                                                                                                  | George Froscher / Kurt Bildstein                                                                | | |
| 12. September 2007                        | Denkmaschine Jogging – Jogging Match Theaterprojekt Teil 1 |                                                                                                 | | |
| 19. September 2007                        | Hirnjoggen – Dostojewski Großinquisitor (Theaterprojekt Teil 2) | Freies Theater München                                                                          | Zwei Theaterprojekte von George Froscher                                                                                | |
| 11. Oktober 2010                          | Werkschau 1970–2010 Videos/Dokumentationen/Gespräche/Gäste |                                                                                                 | | |
| 6. Juli 2011                              | Heiner Müller – Traumtexte | Freies Theater München                                                                          | Theaterprojekt von George Froscher                                                                                      | |
| Juli 2012                                 | Kleist – Wahnsinn der Freiheit | Freies Theater München                                                                          | Theaterprojekt von George Froscher                                                                                      | |
| November 2019                             | Die Geschichte der Pop-Band „Die Hallodus“ – Pop Amok | Kurt Bildstein                                                                                  | nach einem Text von Markus Riexinger                                                                                    | |